# Verkiezingen voor het Europees Parlement 1989
De verkiezingen voor het Europees Parlement 1989 waren de derde verkiezingen voor een rechtstreeks gekozen Europees Parlement, voor de zittingsperiode 1989-1994. Zij vonden plaats van 15 t/m 18 juni 1989. Er werd in alle 12 lidstaten gestemd voor in totaal 518 parlementsleden.
De opkomst was 58,41%. Van de verkozenen was 83% man en 17% vrouw.

Samenstelling na de verkiezingen van de delegatie van elke lidstaat

## Aantal zetels per land
| Lidstaat            | 1989 |
| ------------------- | ---- |
| België              | 24   |
| Denemarken          | 16   |
| Frankrijk           | 81   |
| Griekenland         | 24   |
| Ierland             | 15   |
| Italië              | 81   |
| Luxemburg           | 6    |
| Nederland           | 25   |
| Portugal            | 24   |
| Spanje              | 60   |
| Verenigd Koninkrijk | 81   |
| West-Duitsland      | 81   |
| totaal              | 518  |

## Zetelverdeling naar fractie
De zetelverdeling in het Europees Parlement was na de verkiezingen van 1989 als volgt:
| Fractie | Fractie                                     | Aantal zetels in | Aantal zetels in | Zetelverdeling (grafisch) |
| Fractie | Fractie                                     | 1989             | 1994             | Zetelverdeling (grafisch) |
| ------- | ------------------------------------------- | ---------------- | ---------------- | ------------------------- |
|         | Europese Sociaaldemocraten                  | 180              | 198              | 1989                      |
|         | Europese Volkspartij                        | 121              | -                | 1989                      |
|         | Europese Volkspartij en Europese Democraten | -                | 162              | 1989                      |
|         | Liberale en Democratische Fractie           | 49               | 45               | 1989                      |
|         | Europese Democratische Fractie              | 34               | -                | 1989                      |
|         | De Groenen in het Europees Parlement        | 30               | 27               | 1989                      |
|         | Unitair Europees Links                      | 28               | -                | 1989                      |
|         | Verenigde Europese democraten               | 20               | 20               | 1989                      |
|         | Europese Rechtse Fractie                    | 17               | 12               | 1989                      |
|         | Linkse Coalitie                             | 14               | 13               | 1989                      |
|         | Regenboogfractie                            | 13               | 14               | 1989                      |
|         | niet-fractiegebonden leden                  | 12               | 27               | 1989                      |
| totaal  | totaal                                      | 518              | 518              | 1989                      |

## Per lidstaat

### België
In België was er stemplicht. De opkomst lag met 90,73 procent op een normaal niveau.